# 上からの改革
上からの改革（うえからのかいかく）とは、本来政治変動の推進力であると考えられている革命家、労働者、被抑圧者などではなく、保守的であるはずの君主や官僚などによって遂行される改革である。
保守的なはずの人々が改革に踏み切る理由は幾つか存在する。
1. ひととおり改革派の要求を呑むことで、穏健派と和解し、急進派の影響力を削ぐこと、それによって大規模な革命を免れ、自身の地位を安泰にすることができる。民衆の要求が高まる中で頑強に改革を拒み続けた場合、急進派の勢力が増し、やがて革命によって現在の地位を失う危険性がある。一時の改革という小さな犠牲を受け入れることで、現体制の崩壊という大きな犠牲を未然に防ぐことが主要な目的である。
2. 大富豪や貴族など、自身の地位を脅かす強大な勢力が台頭してきた時に、彼らの統治に反感を抱く民衆の支持を取り付けて闘争を有利に進めるために行われる。ヨーロッパでは、近代になって絶対王政が崩壊すると、地方の地主が力を付けて、君主に対して反抗するようになってきた。これに対抗するため、君主は民衆に恩恵を施し、権威を高める必要に迫られた。この傾向は特にドイツで顕著であった。
3. 上層の人々自身が具体的な改革の内容に関与できる。直接の改革の主体は自分自身であるため、必ずしも民衆の要求の全てを実行に移す必要はない。改革にあたって諸々の政策に対し自由に裁量権を行使できるという利点がある。
4. 利己的な動機ではなく、純粋に人道的な意識から改革が行われることがある。

現代の用法では、上からの改革という用語は、国家権力によって歪められた改革、中途半端に終わった改革という否定的な語感を伴うことが多い。最終的に十分な改革が行われた場合には、主導者が誰であれ、上からの改革と呼ぶことは少ない。例えば、初期のフェミニズムの興隆は、ジョン・ステュアート・ミルやアウグスト・ベーベルなど男性の知識人の貢献によってもたらされたものであったし、奴隷制の廃止は主に自由人が中心となって進めたものであるが、これらを指して上からの改革と称する用例は無い。
通常は国政に関する改革に限り使われる言葉だが、企業その他の団体における改革であっても、俗に上からの改革と呼ばれることがある。この場合は、いっそう否定的な響きを伴う。

## 上からの改革とされる事例
- プロイセン王国のフリードリヒ2世の改革
- オスマン帝国のタンジマート
- タイのチャクリー改革
- ロシア帝国のアレクサンドル2世の農奴解放、ストルイピン改革
- 日本の明治維新
- 清の戊戌の変法
- イランのパフラヴィー2世による白色革命
- チェコスロバキアのプラハの春
- ソビエト連邦のペレストロイカ・グラスノスチ
- カンボジアのノロドム・シハヌークによる仏教社会主義政策
- 中華民国（台湾）の蔣経国による体制の土着化、それに続く李登輝による民主化